# Tulipomania

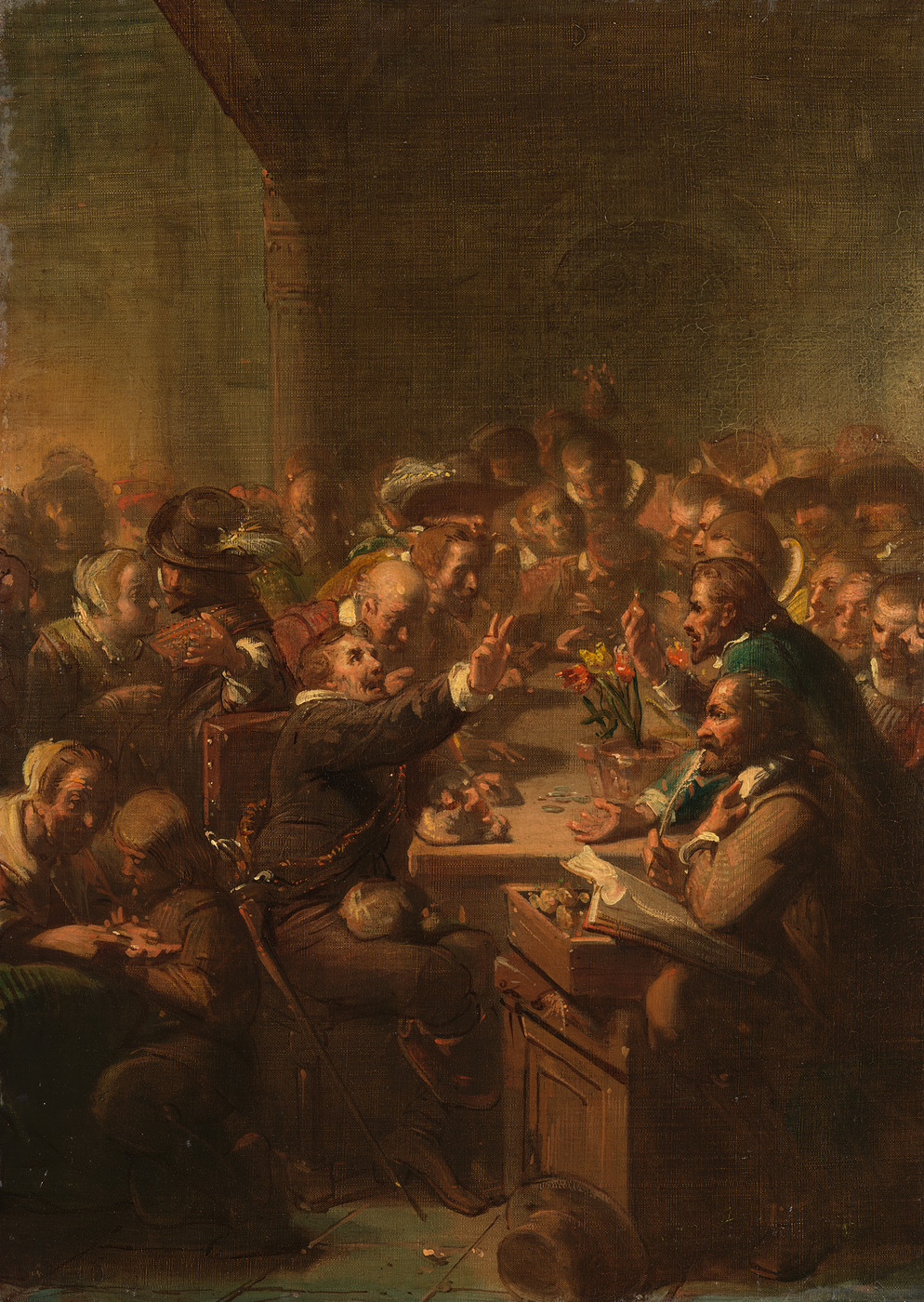
Tulipomania na obrazie Anno 1637. De tulpenwindhandel Johannesa Hinderikusa Egenbergera

Tulipomania (tulipanomania, tulipanowa gorączka; niderl. tulpenmanie) – zjawisko ekonomiczne zaistniałe w XVII-wiecznej Holandii (szczególnie w latach 1636–1637), wiążące się z ogromnym wzrostem popytu i cen cebulek tulipanów na tamtejszym rynku. Uważa się, iż była to pierwsza odnotowana bańka spekulacyjna w historii.

## Historia

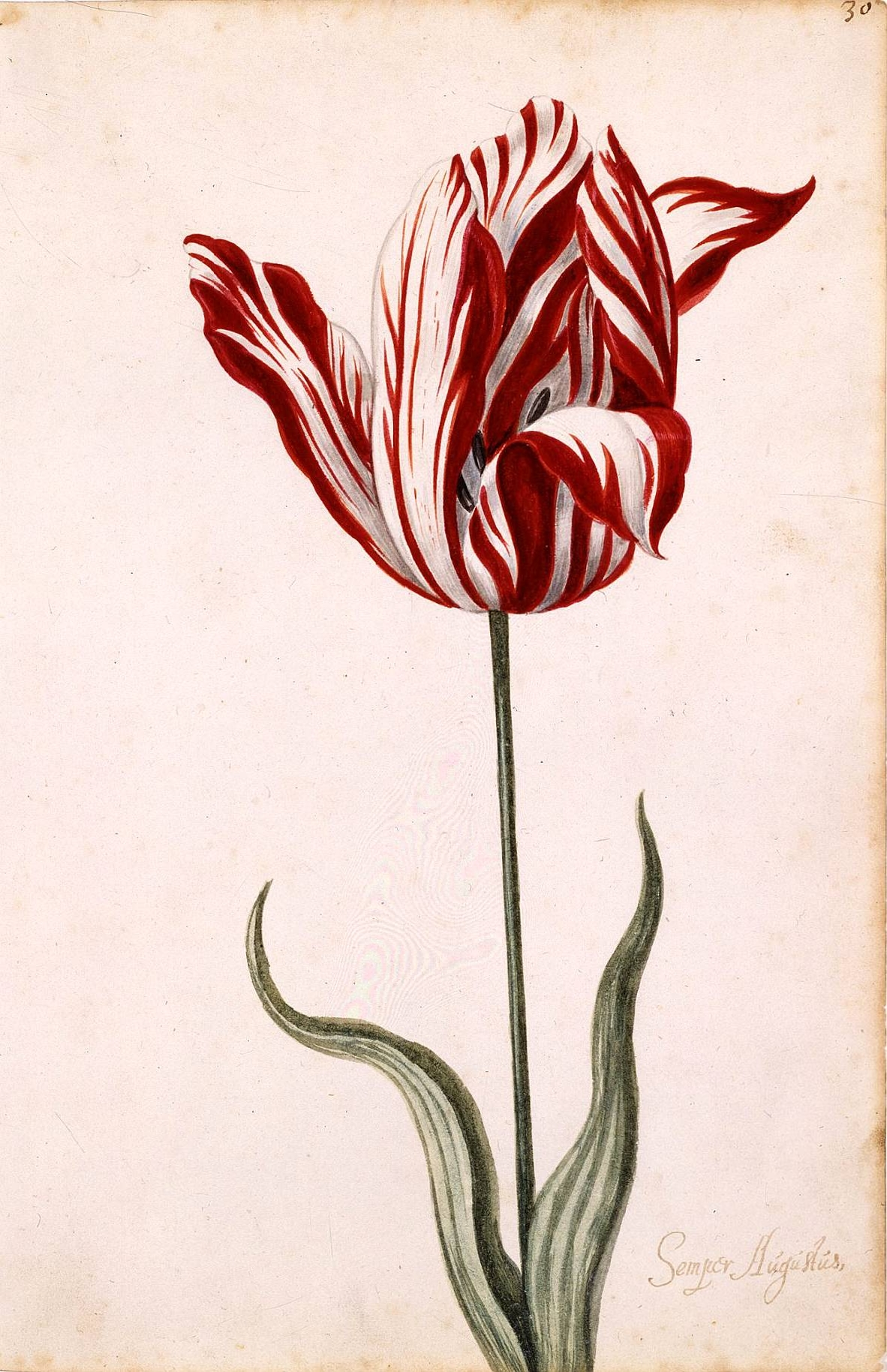
Tulipan Semper Augustus, który osiągnął najwyższą cenę w czasie tulipanowej gorączki

Tulipany przybyły do Europy z Imperium Osmańskiego w XVI wieku. Szczególną popularność osiągnęły w Zjednoczonych Prowincjach Niderlandzkich, głównie za sprawą bogacącej się klasy średniej oraz arystokracji, które zaczęły konkurować ze sobą co do posiadania najrzadszych odmian tych kwiatów. Ich uprawa w Holandii została zapoczątkowana prawdopodobnie w 1593 r. przez jednego z najbardziej znanych botaników początku XVII wieku, Charles’a de L’Écluse, któremu udało się wyhodować odmianę znoszącą klimat zimniejszy od tego, który panował w Turcji. Cebulki przesłał mu Ogier de Busbecq, ambasador cesarza Ferdynanda I na dworze Sulejmana Wspaniałego. Charles de L’Écluse przeprowadzał badania, krzyżując różne odmiany tulipanów. Pewnego dnia przedmiot jego badań wykradziono z ogrodów uniwersyteckich. Niedługo potem holenderskie tulipany zostały zaatakowane przez wirusa pstrości tulipana (TBV), który sprawiał, że ich płatki przybierały niespotykane wcześniej kształty o brzegach postrzępionych i pofałdowanych. Wówczas nie znano przyczyny tego zjawiska, odkryto to dopiero w latach 20 XX wieku, wiedziano jednak, że nie jest przekazywane przez nasiona, a jedynie przez cebulki, z pewną nieprzewidywalnością. Ponieważ jest to objaw choroby, zarażone okazy często marniały, co było kolejnym elementem ryzyka. Ta anomalia ogrodnicza stała się przyczyną rozwoju niderlandzkiej „gorączki tulipanowej”. Kwiaty stały się niebawem symbolem luksusu i pozycji społecznej.
W okresie tulipomanii na tego typu tulipany wykształcił się ogromny popyt, co spowodowało gwałtowny wzrost ich cen. W 1623 r. jedna cebulka mogła osiągać cenę 1000 guldenów, w 1635 r. – 6000 guldenów, a w 1637 r. – 10000 guldenów. Dla porównania gdy jedna cebulka odmiany Viceroy osiągnęła cenę 2400 guldenów, to w tym samym czasie 4 tony pszenicy kosztowały 448 guldenów, 8 tłustych świń 240 guldenów, a srebrny kielich 60 guldenów.
W latach 30 XVII wieku tulipanami handlowano na giełdach holenderskich miast. Niebywały popyt na te kwiaty sprawił, że wielu Holendrów zaczęło spekulować na tym rynku (w analogiczny sposób jak współcześnie robi się to z papierami wartościowymi), licząc na zwielokrotnienie włożonego kapitału.
W 1637 r. pękła bańka spekulacyjna, doprowadzając wielu ludzi do bankructwa. Załamanie rynku było spowodowane zbyt wygórowanymi cenami, na które nie było już chętnych. Drugim ważnym czynnikiem, który przyczynił się do krachu, było niewywiązywanie się kontrahentów ze zobowiązań wynikających z kontraktów gwarantujących zakup cebulek po określonych cenach w przyszłości.